# 牛莊伍氏螺
牛莊伍氏螺（學名：Wuconchona niuzhuangensis）是
伍氏螺屬（學名：Wuconchona）目前的唯一物種 :501。舊屬觿螺科，今屬盖螺科擬釘螺亞科之下的Pachydrobiini族。